# خوش‌نوای غربی

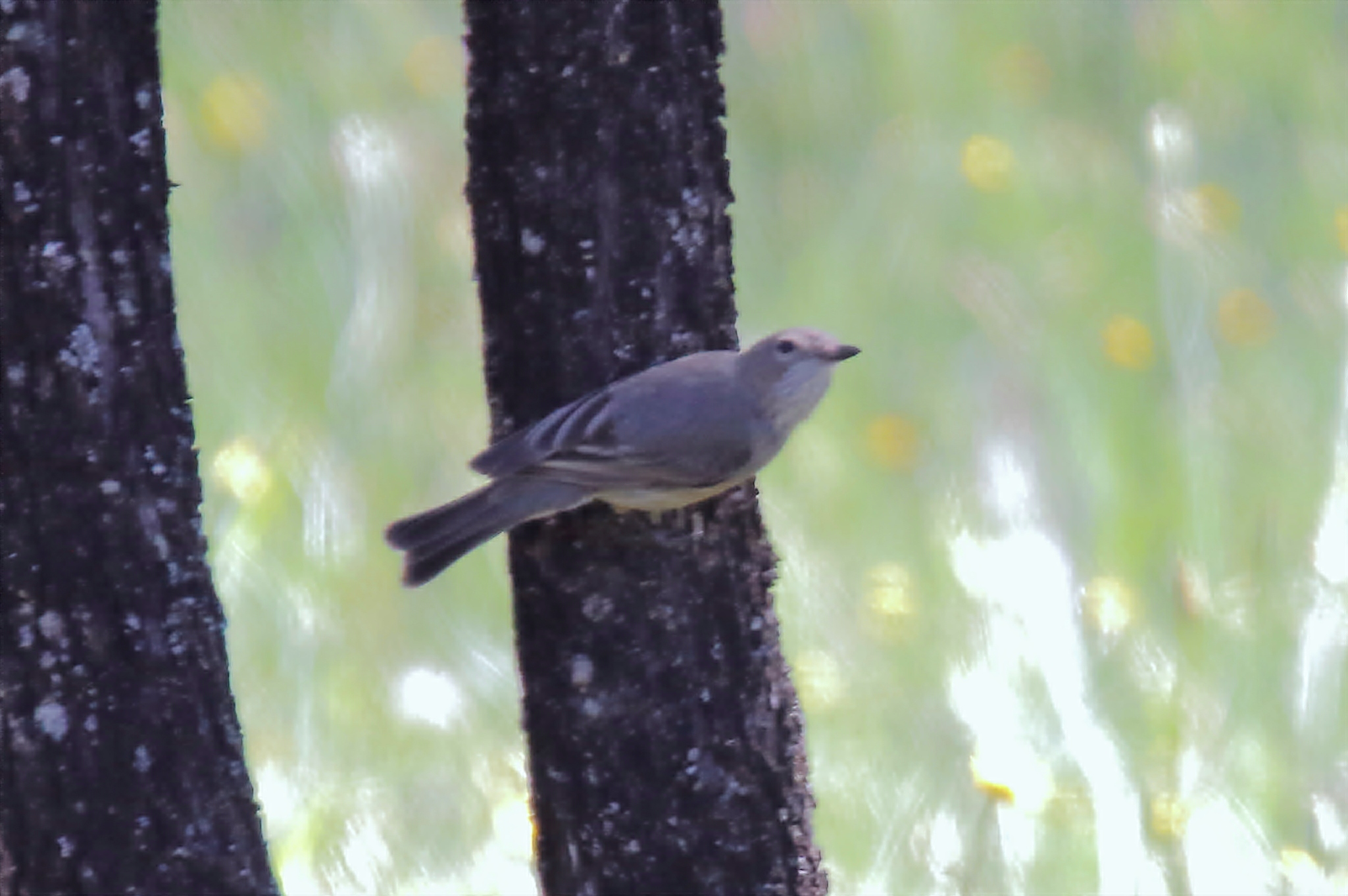
یکی از زیرگونه‌های خوش نوای غربی

خوش‌نوای غربی (نام علمی: Gerygone fusca) نام یک گونه از سرده خوش‌نوا است.